# Baños de Valdearados
Baños de Valdearados település Spanyolországban, Burgos tartományban. Baños de Valdearados Hontoria de Valdearados, Quemada, Aranda de Duero, Villanueva de Gumiel, Tubilla del Lago, Valdeande és Caleruega községekkel határos. Lakosainak száma 318 fő (2024).

## Népesség
A település lakosságának változását az alábbi diagram mutatja:
| Lakosok száma | 455  | 424  | 418  | 400  | 382  | 373  | 361  | 324  | 322  | 318  |
|               | 2001 | 2004 | 2006 | 2009 | 2011 | 2014 | 2016 | 2019 | 2021 | 2024 |